# Svetlana Tikhanovskaïa
Sviatlana Tsikhanowskaïa
Cet article pourrait être enrichi en traduisant en français tout ou partie de Святлана Георгіеўна Ціханоўская (en biélorusse)
(avril 2022)
Svetlana Guéorguievna Tikhanovskaïa (en russe : Светла́на Гео́ргиевна Тихано́вская ; en biélorusse : Святлана Георгіеўна Ціханоўская, Sviatlana Héorhiewna Tsikhanowskaïa), née Svetlana Guéorguievna Piliptchouk le 11 septembre 1982 à Mikachevitchy, est une traductrice, enseignante et femme politique biélorusse. Elle fonde et dirige depuis 2020 le Conseil de coordination, qui entend mettre fin à la persécution politique des citoyens, faire libérer tous les prisonniers politiques et organiser de nouvelles élections démocratiques respectant les standards internationaux.

## Biographie
Traductrice et enseignante d'anglais, Svetlana Tikhanovskaïa est la femme du blogueur et youtubeur Sergueï Tikhanovski, opposant au président Alexandre Loukachenko, emprisonné le 29 mai 2020 pour « trouble à l'ordre public » et condamné à 18 ans de prison le 14 décembre 2021. Il est libéré le 21 juin 2025.

### Élection présidentielle de 2020
Elle se porte alors candidate à l'élection présidentielle du mois d'août. Sa candidature est validée par le pouvoir et elle réussit à fédérer les partisans de deux autres opposants, Viktor Babariko (arrêté en juin pour « délits financiers ») et Valéri Tsepkalo (dont les signatures ont été invalidées en grand nombre), empêchés de concourir à l'élection.

#### Campagne électorale

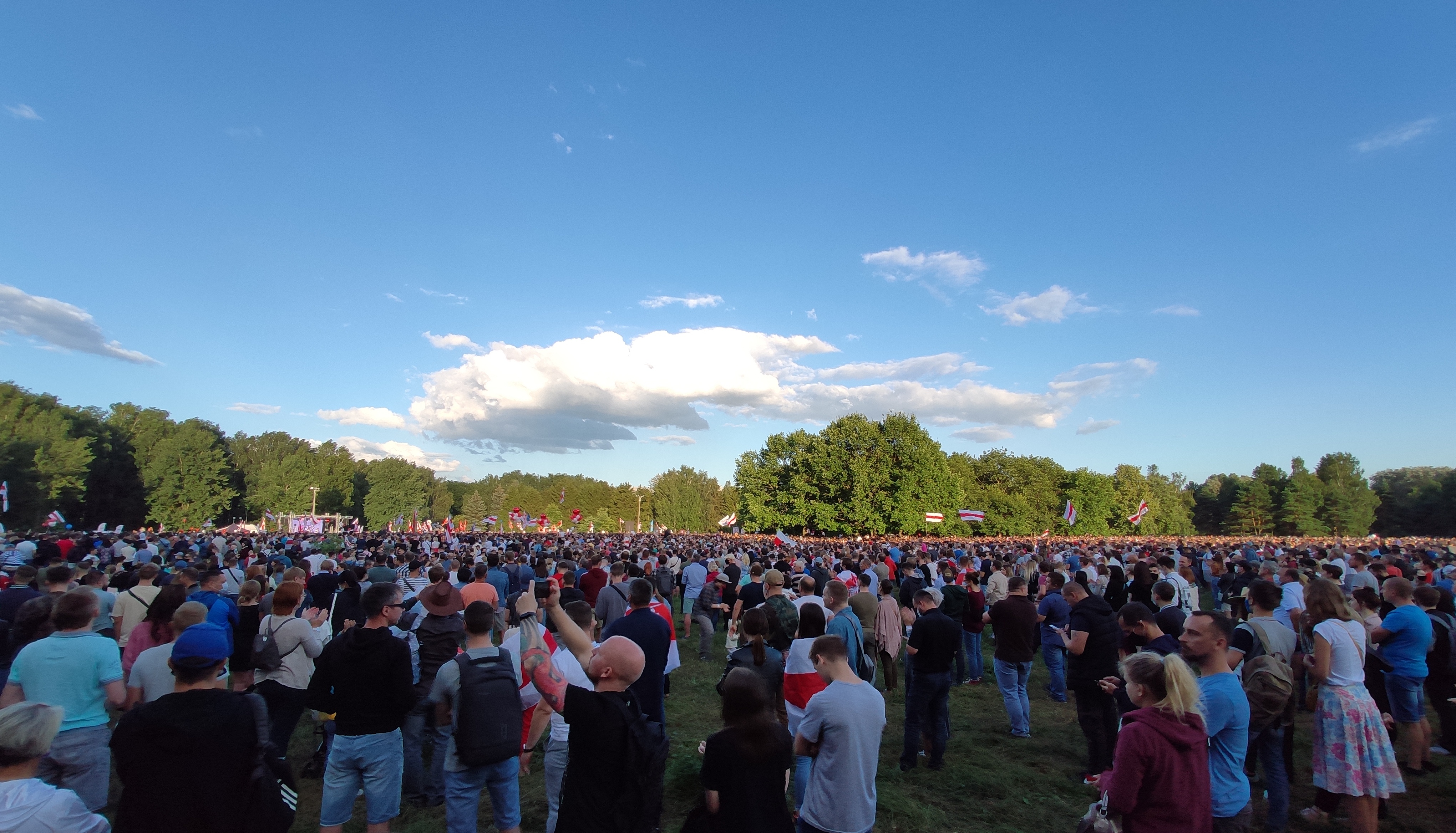
Foule lors d'un meeting politique de Svetlana Tikhanovskaïa à Minsk le 30 juillet 2020 au cours de la campagne pour l'élection présidentielle.

Pendant la campagne électorale, elle dénonce le régime autoritaire de Loukachenko et demande la libération de tous les prisonniers politiques biélorusses. Elle accuse également le président, au pouvoir sans discontinuité depuis 1994, de ne pas avoir pris les mesures nécessaires pour lutter contre l'épidémie de Covid-19. Aux côtés de Veronika Tsepkalo, épouse de Valéri Tsepkalo, et de Maria Kolesnikova, directrice de campagne de Viktor Babariko, elle incarne ce que les commentateurs décrivent comme une « révolution des femmes ». Elle dit s'opposer au régime en place et non à la Russie. Néanmoins, elle est critiquée sur les plateaux des médias officiels russes, la rédactrice en chef de RT, Margarita Simonian, affirmant que son QI ne dépasse que très légèrement « celui de l'orang-outan » et le doyen de l’École supérieure de télévision à l'université de Moscou, Vitali Tretiakov, déclarant que Tikhanovskaïa est une « connasse », qu'il faut l'« exfiltrer de n'importe quel coin du globe où elle se trouve et la juger à Minsk » avec, en perspective, une éventuelle condamnation à la peine capitale.
La veille du scrutin, Maria Kolesnikova, et la porte-parole de Svetlana Tikhanovskaïa, Maria Moroz, sont arrêtées pour des raisons inconnues.

#### Résultats de l'élection
Selon les résultats officiels, Svetlana Tikhanovskaïa obtient 10,09 % des voix, en deuxième place mais loin derrière le président sortant, qui recueille 80,08 % des suffrages. Alors que plusieurs manifestations violemment réprimées éclatent dans le pays pour protester contre la réélection de Loukachenko, Svetlana Tikhanovskaïa refuse de reconnaître ces résultats, affirmant devant la presse : « Le pouvoir doit réfléchir à comment nous céder le pouvoir. Je me considère vainqueur de ces élections ».

#### Exil en Lituanie et poursuite des manifestations
Le 11 août 2020, le ministre lituanien des Affaires étrangères, Linas Linkevičius, annonce à la presse que Svetlana Tikhanovskaïa a fui la Biélorussie pour se réfugier en Lituanie, où se trouvaient déjà ses enfants.
Elle appelle à une manifestation géante pour le 16 août. Après le succès de celle-ci, elle se dit disposée à exercer le pouvoir.
À partir du 7 octobre 2020, elle est recherchée en Biélorussie et en Russie pour « appels à des actions portant atteinte à la sécurité nationale »,. Le 13 octobre, elle lance un ultimatum au président Alexandre Loukachenko, lui demandant de se retirer sous peine de nouvelles manifestations et de grèves. Peu connue à l'international au début de son exil, Svetlana Tikhanovskaïa a gagné en assurance et en visibilité, s’attirant peu à peu le respect des présidents français Emmanuel Macron et américain Joe Biden ainsi que de la chancelière allemande Angela Merkel.
Le 5 mars 2021, s'appuyant sur un accord bilatéral d'assistance juridique datant de 1992, la Biélorussie annonce avoir demandé à la Lituanie d'extrader Svetlana Tikhanovskaïa afin qu'elle soit poursuivie pour des crimes contre l’ordre et la sécurité publique. La Lituanie rejette immédiatement et fermement cette demande.

### Crise des migrants à la frontière polono-biélorusse
Lors d'un entretien accordé à la télévision nationale lituanienne en novembre 2021, Svetlana Tikhanovskaïa déclare estimer que la Russie pourrait jouer un rôle constructif dans la résolution de la crise des migrants comme médiateur entre le régime du président Loukachenko et la société démocratique de Biélorussie.

### Création d'un gouvernement de Biélorussie en exil
Le 24 février 2022, en réaction à l'utilisation de la Biélorussie comme passerelle dans le conflit russo-ukrainien, Svetlana Tsikhanovskaïa lance depuis Paris des accusations de « haute trahison » contre Alexandre Loukachenko, lui reprochant d'avoir « transformé [le] pays en agresseur ». Elle déclare en outre que les exercices que mènent l'armée russe en Biélorussie (permettant à la Russie d'y concentrer ses soldats avant d'attaquer l'Ukraine) sont un « spectacle à destination du peuple biélorusse, pour le menacer, pour lui dire : « Regardez, l’armée russe est là, alors restez tranquilles, ne vous opposez à rien ». ».
Selon elle, ces agissements lui ont fait perdre « le droit de s’exprimer au nom du peuple biélorusse ». À la suite de cette déclaration, elle annonce sa décision de former un gouvernement biélorusse en exil lors d'une conférence de presse à l'ambassade de Lituanie : « À partir d’aujourd’hui, j’assume la responsabilité de représenter le peuple et la république de Biélorussie, afin de défendre l’indépendance et l’intérêt national de mon pays. »
Le 10 avril 2022, dans une interview réalisée par la journaliste Alesya Batsman, elle déclare : « La tâche numéro un est d'aider l'Ukraine à gagner et à retirer les troupes russes de notre terre. Et ce n'est certainement pas le mérite de Loukachenko, qui essaie de nous impliquer dans la guerre. Le fait que l'armée russe ait abandonné le plan de prise de Kyïv est, bien sûr, le mérite de l'intrépide armée ukrainienne, mais aussi le résultat de notre guérilla. La Biélorussie n'est pas devenue un arrière confortable pour les soldats russes, comme prévu. Les Biélorusses ont montré qu'ils ne toléreront pas l'occupation et ne permettront pas que leur pays soit utilisé contre l'Ukraine fraternelle ».
Le 21 avril 2022, lorsqu'elle reçoit le prix des quatre libertés de Roosevelt (Médaille de la Liberté), « pour avoir dirigé la résistance pacifique contre le régime oppressif en Biélorussie et être un éminent défenseur de la liberté politique et civile », elle déclare : « Les dictateurs ne peuvent pas être rééduqués. Les tyrans sont enhardis par l'apaisement, pas apaisés. L'Europe s'est libérée d'Hitler non pas par l'apaisement, mais par une action ferme et unie contre le Reich hitlérien. Ce n'est que si le monde s'unit dans la lutte contre le mal que nous pourrons gagner. N'oublions pas que la solidarité et l'humanité sont notre superpuissance. Et cela nous distingue du mal. »
Le 17 janvier 2023, son procès par contumace s'ouvre à Minsk, lors duquel Svetlana Tikhanovskaïa est visée par une dizaine d’accusations, notamment celles de « haute trahison » et de « conspiration pour prendre le pouvoir de manière inconstitutionnelle ». Cette dernière qualifie ce procès de « farce » et de « vengeance personnelle » de la part du président biélorusse.
Le 6 mars 2023, Svetlana Tikhanovskaïa est condamnée par un tribunal biélorusse à une peine de 15 ans de prison après avoir été reconnue coupable par contumace de trahison et de « conspiration en vue de prendre le pouvoir ».

## Décoration
- Récipiendaire de l'ordre de la Croix de Terra Mariana de 5e classe

## Distinctions
- Prix de la Plateforme pour la mémoire et la conscience européennes (en)
- 100 Women en 2020.
- Prix Sakharov en 2020.
- Prix international Charlemagne d'Aix-la-Chapelle en 2022.
- Prix des quatre libertés de Roosevelt (médaille de la Liberté) en 2022.